# Józef Boczarski
Józef Boczarski (ur. 9 czerwca 1939 w Batorzu) – polski pisarz, historyk i polityk.

## Wykształcenie i kariera zawodowa
Jest synem Stanisława i Marianny.
Od 1966 roku kształcił się w Wyższej Szkole Nauk Społecznych. W latach 1978–1980 uczył się na studiach doktoranckich w Akademii Nauk Społecznych przy KC KPZR w Moskwie.
Od 1982 roku był dyrektorem Specjalistycznego Przedsiębiorstwa Robót Antykorozyjnych Przemysłu Chemicznego „KORCHEM”. W końcu lat 90. przeszedł na emeryturę.
Mąż pisarki i malarki Bożeny Boczarskiej.

## Kariera polityczna

### Polska Rzeczpospolita Ludowa
Był członkiem Związku Młodzieży Socjalistycznej, a od 3 marca 1959 roku Polskiej Zjednoczonej Partii Robotniczej.
W latach 1970–1975 był Sekretarzem Ds. Organizacyjnych przy Komitecie Miejskim we Włocławku. Od 12 czerwca 1975 do 26 lutego 1976 roku Kierownik Wojewódzkiego Ośrodka Kształcenia Ideologicznego przy Komitecie Wojewódzkim w Bydgoszczy. Od 26 lutego 1976 do 8 listopada 1978 roku I Sekretarz Komitetu Miejskiego we Włocławku. Był także członkiem Egzekutywy Komitetu Miejskiego i Komitetu Wojewódzkiego we Włocławku. Od 1980 do 1981 roku Kierownik Wydziału Pracy Ideowo-Wychowawczej przy KW Włocławek, a w latach 1981-1982 Kierownik Wydziału Propagandy i Agitacji przy tym komitecie.

### III Rzeczpospolita
W 2010 roku bezskutecznie starał się o uzyskanie mandatu radnego w wyborach samorządowych, startując z 9 miejsca listy Sojuszu Lewicy Demokratycznej.

## Kariera artystyczna
Jest autorem wydanej w czterech częściach opracowania historycznego Dzieje Włocławka (cz. I obejmuje lata 1970-1989, cz. II l. 1990-1995, cz. III l. 1996-2000, cz. IV - 2001-2005). Prace nad opracowaniem prowadził w latach 2002-2014. Jest także członkiem Regionalnego Stowarzyszenia Artystów „Wło-Art” (od 2016).